# HobbyZone
 (avril 2021).
Si vous disposez d'ouvrages ou d'articles de référence ou si vous connaissez des sites web de qualité traitant du thème abordé ici, merci de compléter l'article en donnant les références utiles à sa vérifiabilité et en les liant à la section « Notes et références ».
HobbyZone est une marque de modèles d'avions, de voitures et de bateaux radiocommandés à propulsion électrique distribuée par Horizon Hobby de Champaign, dans l'Illinois.
À l'origine une ligne composée uniquement d'avions RC, le nom de la marque fait référence à l'un des trois niveaux de compétence nécessaires pour piloter les différents modèles. Tous les avions HobbyZone sont vendus sous la forme d'un ensemble prêt à voler entièrement assemblé qui comprend tous les accessoires et batteries nécessaires. À l'exception du Firebird Commander, les avions sont conçus autour de la même conception de base qui est celle d'un fuselage en plastique moulé par soufflage de type «pod and boom» de style expérimental avec une hélice de poussée à entraînement direct et une queue en V.